# Aleksandr Taniajew
Aleksandr Pietrowicz Taniajew (ros. Александр Петрович Таняев, ur. 25 kwietnia 1898 w Moskwie, zm. 23 listopada 1974 tamże) – radziecki polityk i historyk.
Studiował na Wydziale Fizyczno-Matematycznym Uniwersytetu Moskiewskiego, 1917 był instruktorem Rady Moskiewskiej, w październiku-listopadzie 1917 członkiem Czerwonej Gwardii w Moskwie.
Od 1918 sekretarz moskiewskiej gubernialnej komisji ubezpieczeń społecznych. Od maja 1918 członek RKP(b), 1919-1920 kierownik Wydziału Organizacyjnego Kazańskiego Gubernialnego Komitetu RKP(b), od sierpnia do grudnia 1920 sekretarz odpowiedzialny Tatarskiego Komitetu Obwodowego RKP(b), od grudnia 1920 do 1921 redaktor pisma "Wiestnik Tatarskiego Obkoma RKP(b). Od 1921 kierownik Wydziału Agitacji i Propagandy Fergańskiego Komitetu Obwodowego Komunistycznej Partii (bolszewików) Turkiestanu, redaktor gazety w Ferganie, 1922-1924 studiował w Instytucie Czerwonej Profesury, 1924-1929 pracował na Uralskim Uniwersytecie Komunistycznym w Swierdłowsku, 1927 został doktorem nauk historycznych, a 1928 profesorem. Od 1929 instruktor Uralskiego Komitetu Obwodowego WKP(b), potem dyrektor Uralskiej Akademii Przemysłowej, 1934-1937 zastępca szefa Głównego Zarządu ds. Literatury i Wydawnictw Ludowego Komisariatu Oświaty RFSRR.
W 1937 aresztowany, później skazany, zwolniony. Po zwolnieniu pracował w Instytucie Historii Partii przy KC KPZR i Instytucie Historii Ruchu Związkowego. Odznaczony Orderem Lenina (1967).